# 3333 Schaber
3333 Schaber eller 1980 TG5 är en asteroid i huvudbältet som upptäcktes den 9 oktober 1980 av den amerikanska astronomen Carolyn S. Shoemaker vid Palomar-observatoriet. Den är uppkallad efter den amerikanen Gerald G. Schaber.
Asteroiden har en diameter på ungefär 5 kilometer.